# Lamborghini SC63
La Lamborghini SC63 è una vettura sport prototipo progettata dalla Lamborghini e la Ligier, secondo le normative dell'ACO della categoria LMDh, correrà nel Campionato del mondo endurance FIA e nel Campionato IMSA WeatherTech SportsCar.

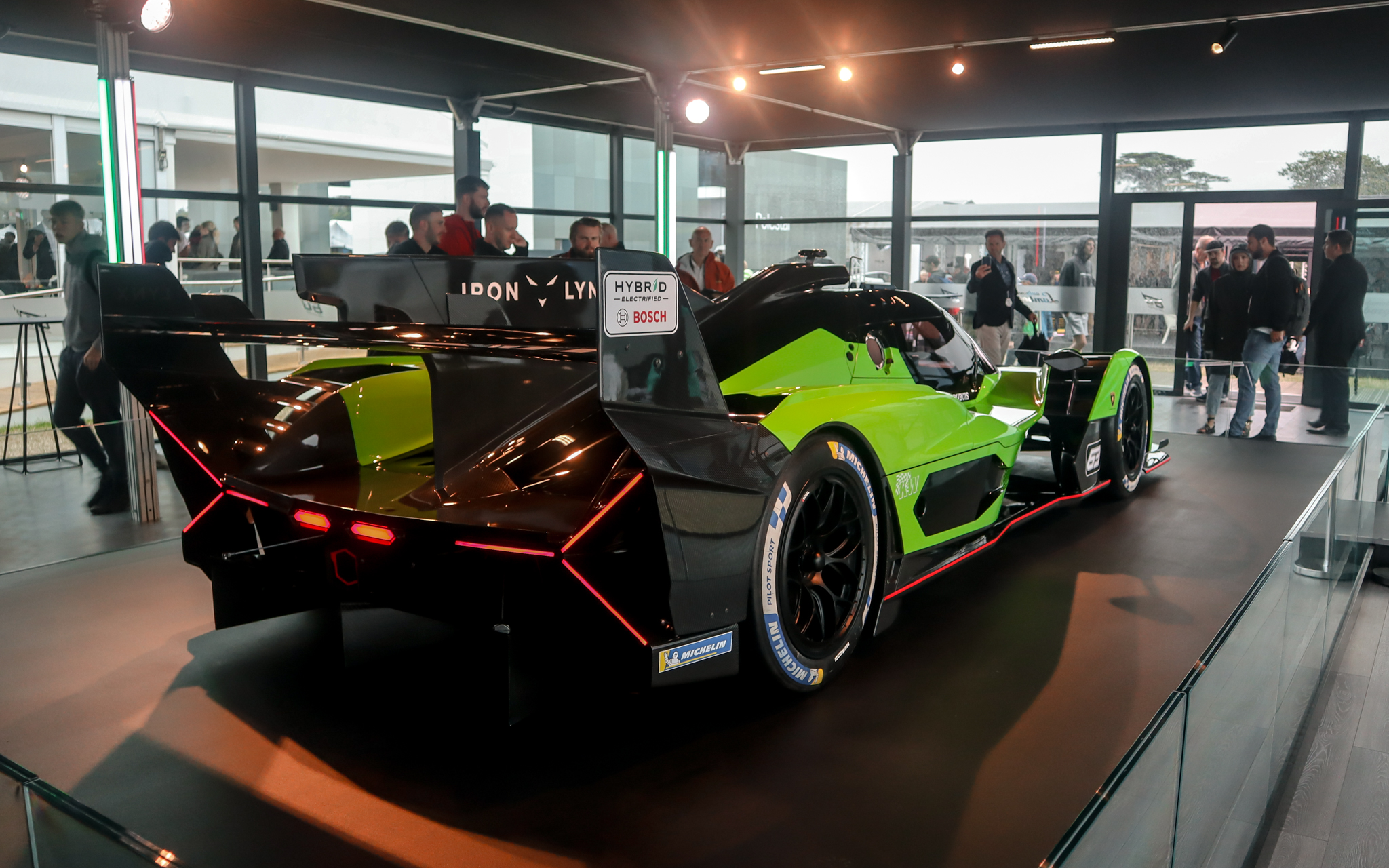
Vista Posteriore

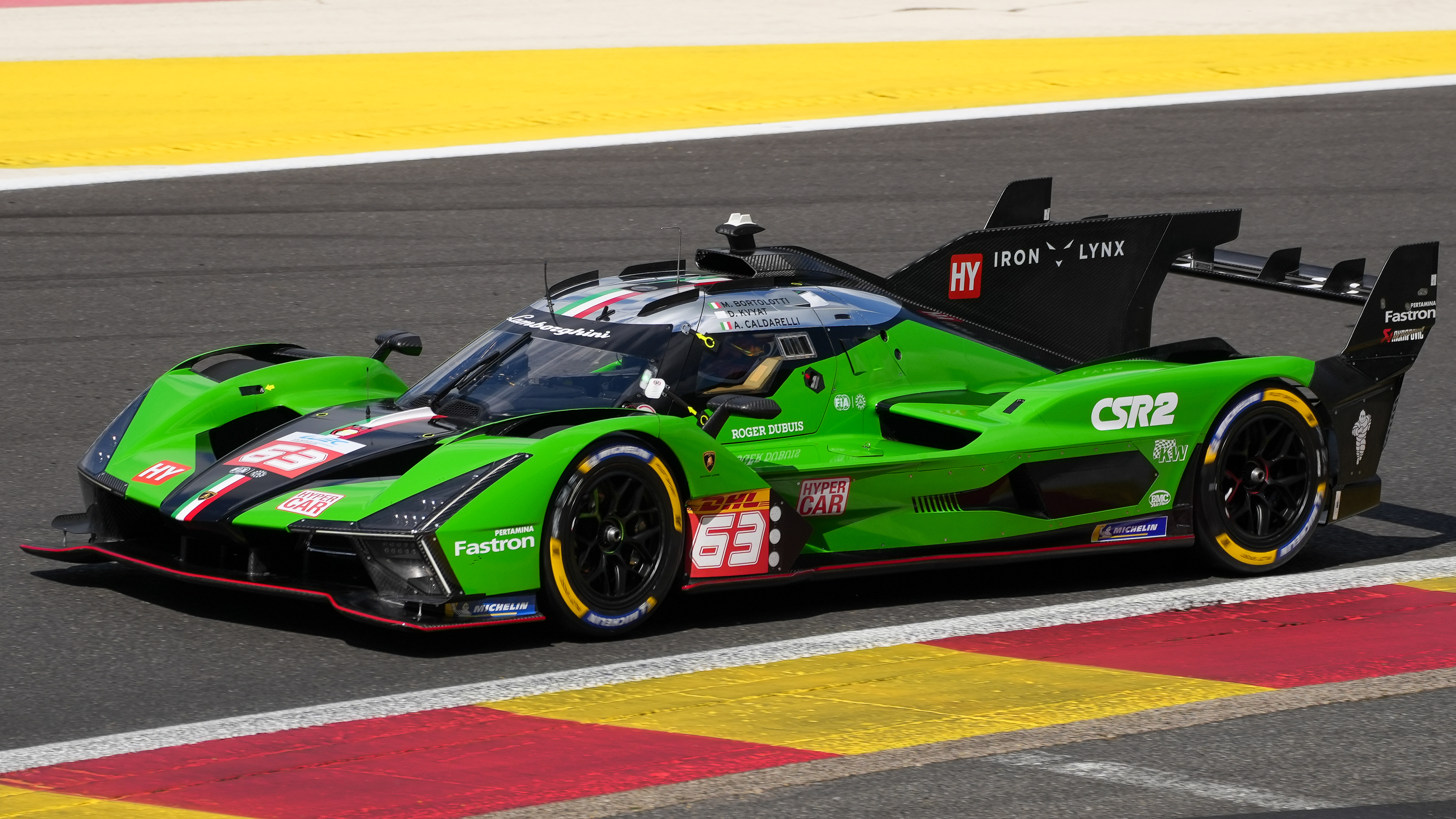
6 ore di Spa-Francorchamps 2024

## Storia e sviluppo
Il 17 maggio 2022 Lamborghini ha annunciato formalmente la partecipazione sia nel Campionato Mondiale Endurance che nel Campionato IMSA WeatherTech SportsCar, utilizzando una vettura sport prototipo da competizione conforme ai regolamenti LMDh. Un mese dopo, durante la conferenza stampa di Le Mans del 2022, è stato confermato che la Lamborghini ha iniziato a sviluppare con la Ligier (che realizza i telai in fibra di carbonio) la vettura, rendendo Lamborghini il primo produttore nel regolamento LMDh a collaborare con la Ligier.
Ulteriori dettagli sul prototipo sono emersi nel settembre 2022, con Lamborghini che ha annunciato l'impiego di un propulsore ibrido, costituito da un motore a combustione interna biturbo V8 di 90° e da componenti standardizzati forniti da Williams Advanced Engineering, Bosch e Xtrac per il sistema ibrido, per una potenza combinata totale di 681 CV (500 KW). 
L'auto è stata presentata ufficialmente il 13 luglio 2023 al Goodwood Festival of Speed, con il team Iron Lynx che si occupa della gestione in gara della SC63 durante tutto il ciclo di vita della vettura pari a 4 anni.
La SC63 ha completato un primo test sul Circuito di Vallelunga all'inizio di agosto 2023, seguito dal primo test completo dell'auto a Imola il 10 e 11 agosto 2023, con alla guida Mirko Bortolotti, Andrea Caldarelli e Daniil Kvyat, percorrendo oltre 1500 km. Ci sono state una serie di modifiche rispetto all'auto presentata a Goodwood, tra cui all'abitacolo, al tetto, alla presa d'aria e l'aggiunta di nuovi elementi sull'alettone posteriore. La vettura in veste definitiva ha debuttato ufficialmente in pista durante i test pre-stagionali a Daytona ad inizio dicembre 2023.
Il 14 dicembre vengono ufficializzati i due equipaggi, per il WEC vengono scelti Mirko Bortolotti, Daniil Kvyat ed Edoardo Mortara, mentre per IMSA vengono confermati Andrea Caldarelli, Matteo Cairoli e Romain Grosjean.

## Risultati nel WEC
| Anno | Team                  | Classe   | Pilota            | #  | 1   | 2   | 3   | 4   | 5   | 6   | 7   | 8   | Punti | Pos |
| ---- | --------------------- | -------- | ----------------- | -- | --- | --- | --- | --- | --- | --- | --- | --- | ----- | --- |
| 2024 | Lamborghini Iron Lynx | Hypercar |                   |    | QAT | IMO | SPA | LMN | SAO | USA | FUJ | BHR | 11    | 8   |
| 2024 | Lamborghini Iron Lynx | Hypercar | Daniil Kvyat      | 63 | 13  | 12  | Rit | 10  | 17  | 14  | Rit | Rit | 11    | 8   |
| 2024 | Lamborghini Iron Lynx | Hypercar | Mirko Bortolotti  | 63 | 13  | 12  | Rit | 10  | 17  | 14  | Rit | Rit | 11    | 8   |
| 2024 | Lamborghini Iron Lynx | Hypercar | Edoardo Mortara   | 63 | 13  | 12  |     | 10  | 17  | 14  | Rit | Rit | 11    | 8   |
| 2024 | Lamborghini Iron Lynx | Hypercar | Andrea Caldarelli | 63 |     |     | Rit |     |     |     |     |     | 11    | 8   |